# ان‌جی‌سی ۳۹۱
ان‌جی‌سی ۳۹۱ (انگلیسی: NGC 391) نام یک کهکشان عدسی در صورت فلکی نهنگ است.